# 普通話在上海
上海地處吳語區，流行上海話，在中華人民共和國政府推廣普通話之前，上海人基本不會普通話，並且與其他方言區人民難以溝通，僅有少數大學生掌握普通話。
1956年2月，中華人民共和國国务院发出在全国推广普通话的指示。1957年，上海科学教育电影制片厂拍摄科教片《大家来说普通话》，片中談及使用上海話所帶來的誤會。當局開設普通話掃盲班，百貨商店的職員和學校的教師則開始學習和使用普通話。1959年8月，全国第二次普通话教学成绩观摩会在上海举行。1963年7月，中共中央发出《关于转发1963年上海市推广普通话工作纲要的联合通知》。截至20世紀80年代，上海人已能聽懂和會說普通話，但普通話並未深入上海人的日常生活中。上海人之間的日常交流依舊以上海話為主。交流時若使用普通話會被上海人視為鄉下人。
1982年12月4日，第五届全国人民代表大会第五次会议通过八二宪法，八二憲法中的第十九条规定「国家推广全国通用的普通话」。上海開始開展第二輪推普活動。1985年，上海电视台开展了“我爱祖国语言美”普通话电视评比活动。現上海广播电视台主播印海蓉就在此次評比活動中脫穎而出。
進入21世紀，大量外来人口进入上海後，普通话開始取代上海話成為日常交流的主要语言，而在上海的學校內，學生和師生之間的交流語言也以普通話為主，這導致部分上海年輕人已無法掌握上海話，若使用上海話朗讀非常用詞彙會十分困難。

## 另見
- 保衛上海話
- 推廣普通話